# Fuerzas Armadas de Bolivia
Las Fuerzas Armadas del Estado Plurinacional de Bolivia son el conjunto de instituciones castrenses encargadas de la defensa nacional de Bolivia y que se constituyen por el Comando en Jefe, el Ejército de Bolivia, la Fuerza Aérea Boliviana y la Armada de Bolivia. Dichas instituciones dependen del ministerio de defensa de este país. 
Adicionalmente, además de las tres fuerzas ya mencionadas, la Policía Nacional de Bolivia, aunque dependiente del ministerio de gobierno en tiempos de paz, forma parte de las reservas de las Fuerzas Armadas según la Ley Orgánica de las Fuerzas Armadas de esta nación, junto con otros cuerpos de reserva como las unidades SAR-FAB de emergencia y salvamento.
Las cifras sobre el tamaño y la composición de las FF.AA. de Bolivia varían considerablemente no habiendo datos oficiales disponibles. Se estima, sin embargo, que las tres principales fuerzas que la componen suman un total de 50 000 efectivos (el Ejército rondaría los 37 000 efectivos, la Fuerza Aérea 8 000 y la Armada unos 5 000). La policía boliviana, considerada como una de las fuerzas de reserva de las fuerzas armadas, rondaría los 40 000 elementos.

## Misión
Las Fuerzas Armadas tienen por misión fundamental:
Defender y conservar:
- La Independencia nacional.
- La seguridad y estabilidad del Estado Plurinacional de Bolivia.
- El honor y soberanía nacionales.
- Asegurar el imperio de la Constitución política del Estado.
- Garantizar la estabilidad del gobierno legalmente constituido.
- Cooperar en el desarrollo integral del país.
- Asegurar la soberanía del país, tanto en el ámbito militar como en el político y económico.
- Fortalecer y unificar al pueblo boliviano.
- Lema: «Ejército de Bolivia, forjador de la patria».

### Misiones en el extranjero
Bolivia también sirve activamente en varias misiones de paz de la ONU.

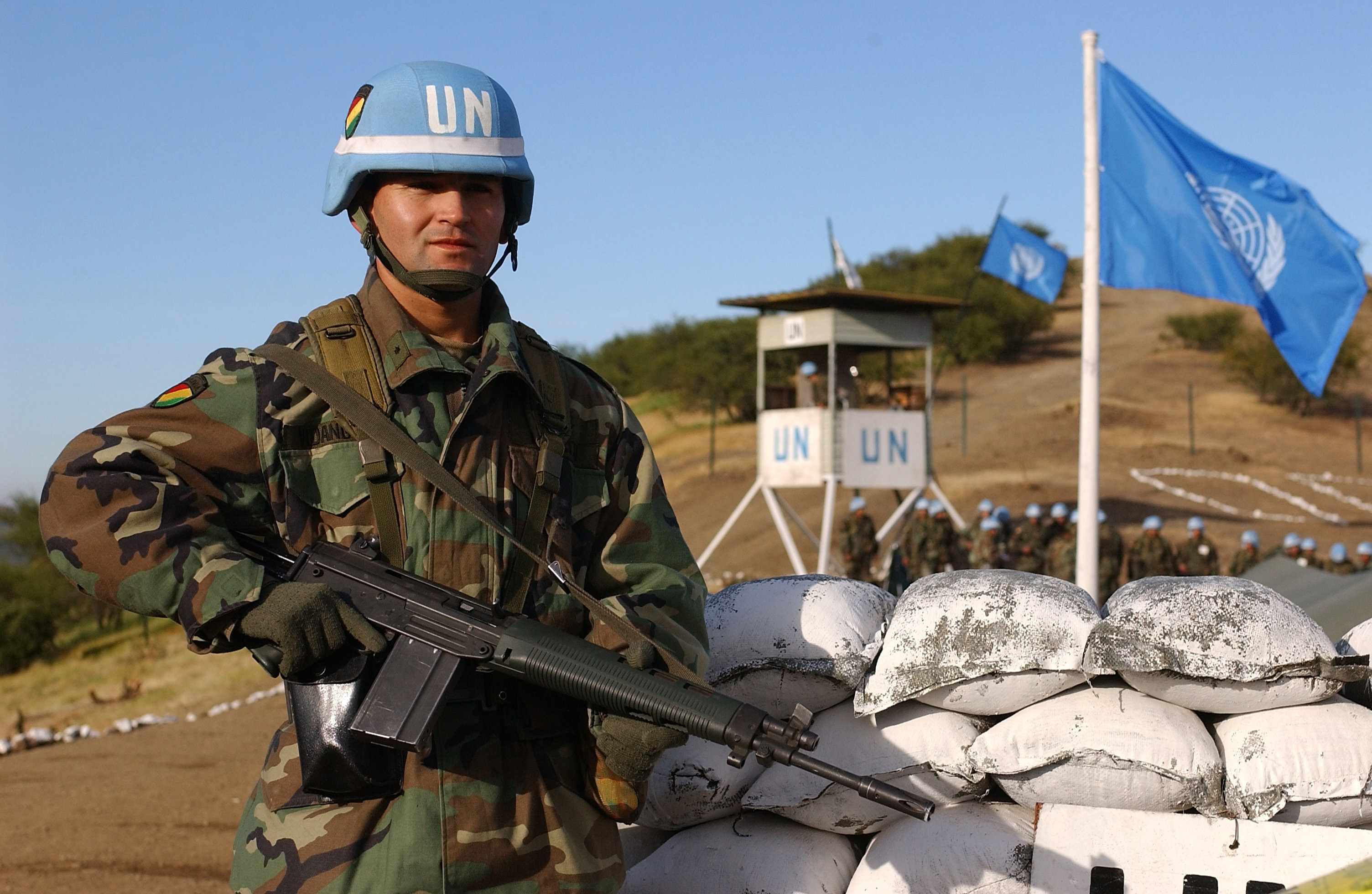
Un casco azul de Bolivia en 2002, portando un SIG SG 542.

## Estructura de mando
El Alto mando militar de las Fuerzas Armadas de Bolivia está compuesto por los siguientes cargos:
| Alto Mando Militar                                                                                 | Actualmente en el cargo        |
| Presidente del Estado Plurinacional de Bolivia y Capitán General de las Fuerzas Armadas del Estado | Luis Arce Catacora             |
| Ministro de Defensa del Estado                                                                     | Edmundo Novillo                |
| Comandante en Jefe de las FF.AA. de Bolivia                                                        | Gerardo Zabala Álvarez         |
| Jefe de Estado Mayor General del Comando en Jefe de las Fuerzas Armadas del Estado                 | José Wilson Sánchez Velázques  |
| Inspector General del Comando Conjunto de las Fuerzas Armadas del Estado                           | Franz Pablo Flores Cruz        |
| Comandante General del Ejército de Bolivia                                                         | Edward Rodrigo Aguilar Quiroga |
| Comandante General de la Fuerza Aérea Boliviana                                                    | Juan Jesús Ballester Aguirre   |
| Comandante General de la Armada Boliviana                                                          | Oscar Jaime Vaca Molina        |

## Comandos conjuntos de Bolivia
Las fuerzas Armadas de Bolivia están divididas en siete comandos conjuntos   distribuidas en las siguientes regiones del país:
| Comando conjunto amazónico  | Todo el departamento de Pando, más la provincia Iturralde del departamento de La Paz                                |
| Comando conjunto del Mamoré | Todo el departamento del Beni                                                                                       |
| Comando conjunto del Plata  | Departamento de Santa Cruz, a excepción de la provincia Cordillera                                                  |
| Comando conjunto del Chaco  | Departamentos de Tarija y Chuquisaca, más la provincia Cordillera del departamento de Santa Cruz                    |
| Comando conjunto andino     | Todas las provincias del departamento de La paz, a excepción de la provincia Iturralde más el departamento de Oruro |
| Comando conjunto de Chichas | Todo el departamento de Potosí                                                                                      |
| Comando conjunto Central    | Todo el departamento de Cochabamba                                                                                  |

## Rangos

### Oficiales
| Ejército              | Fuerza Aérea              | Armada              |
| Oficiales generales   | Oficiales generales       | Oficiales generales |
| --------------------- | ------------------------- | ------------------- |
| General de ejército   | General de Fuerza Aérea   | Almirante           |
| General de división   | General de División Aérea | Vicealmirante       |
| General de Brigada    | General de Brigada Aérea  | Contraalmirante     |
| Oficiales superiores  |                           |                     |
| Coronel               | Coronel                   | Capitán de Navío    |
| Teniente coronel      | Teniente coronel          | Capitán de Fragata  |
| Mayor                 | Mayor                     | Capitán de Corbeta  |
| Oficiales subalternos |                           |                     |
| Capitán               | Capitán                   | Teniente de Navío   |
| Teniente              | Teniente                  | Teniente de Fragata |
| Subteniente           | Subteniente               | Alférez             |
| Aspirantes a oficial  |                           |                     |
| Brigadier Mayor       | Brigadier Mayor           | Brigadier Mayor     |
| Brigadier             | Brigadier                 | Brigadier           |
| SubBrigadier          | SubBrigadier              | SubBrigadier        |

Cadete 4.º año, en este grado se puede aspirar a ser ascendido a SubBrigadier, Brigadier y Brigadier Mayor(1 solo Brigadier Mayor) por puntaje y méritos acumulados, tanto académica como en instrucción Militar.
Cadete de 3.er año
Cadete de 2.do año
Cadete de 1.er año

### Suboficiales
| Ejército              | Fuerza Aérea       | Armada             |
| Suboficiales          | Suboficiales       | Suboficiales       |
| --------------------- | ------------------ | ------------------ |
| Suboficial maestre    | Suboficial maestre | Suboficial maestre |
| Suboficial mayor      | Suboficial mayor   | Suboficial mayor   |
| Suboficial primero    | Suboficial primero | Suboficial primero |
| Suboficial segundo    | Suboficial segundo | Suboficial segundo |
| Suboficial inicial    | Suboficial inicial | Suboficial inicial |
| Sargentos             |                    |                    |
| Sargento primero      | Sargento primero   | Sargento primero   |
| Sargento segundo      | Sargento segundo   | Sargento segundo   |
| Sargento inicial      | Sargento inicial   | Sargento inicial   |
| Aspirantes a sargento |                    |                    |
| Alumno mayor          | Alumno mayor       | Alumno mayor       |
| Alumno primero        | Alumno primero     | Alumno primero     |
| Alumno segundo        | Alumno segundo     | Alumno segundo     |

### Tropa
| Ejército     | Fuerza Aérea | Armada              |
| ------------ | ------------ | ------------------- |
| Cabo         | Cabo         | Cabo conscripto     |
| Dragoneante  | Dragoneante  | Marinero de primera |
| Soldado raso | Soldado raso | Marinero            |

### Mariscal
Bolivia tuvo en su historia a seis Mariscales que estuvieron presentes en los hechos y batallas más importantes que luchó el país. Grados honoríficos que en muchos casos fueron entregados como homenaje póstumo. Los 6 Mariscales de Bolivia son:
- Gran Mariscal de Ayacucho Antonio Jose de Sucre
- Gran Mariscal de Zepita Andrés de Santa Cruz y Calahumana
- Mariscal de la Patria Grande Juana Azurduy de Padilla
- Mariscal de Montenegro Otto Philipp Braun
- Mariscal de Ingavi José Ballivián Segurola
- Mariscal del Kilómetro 7 Bernardino Bilbao Rioja

Libertador
- Libertador Simón Bolívar, si bien en Bolivia, no cuenta con el grado de Mariscal, se asume que tiene el grado más alto, único e irrepetible en la historia del país, al ser el padre de la patria.

## Condiciones de ingreso
- Tener nacionalidad boliviana.

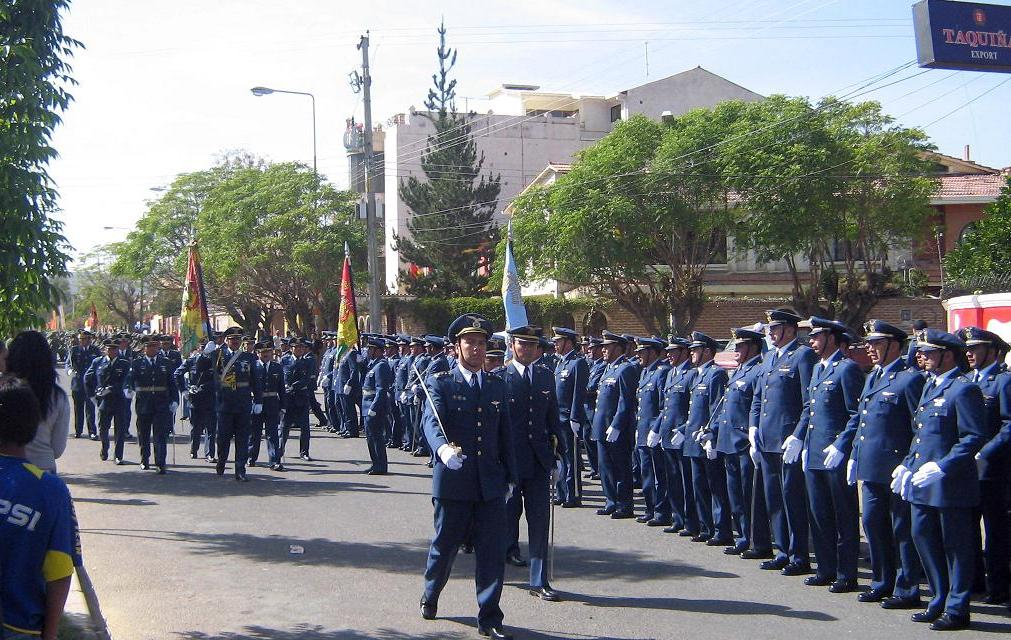
Pilotos bolivianos al inicio del desfile.

- Ser voluntario, leal a la Patria y al Ejército de Bolivia.
- Ser mayor de edad con 18 años.[11]
- Mantener excelentes condiciones físicas.
- Altura variable según cada unidad, desde 1,75 m a no superar los 2 m en unidades de élite o escolta (como en el resto del mundo).
- Para el servicio premilitar de carácter voluntario, está permitida la entrada con 16-17 años hasta cumplir los 18 años para los jóvenes que estudian bachiller.
- El servicio militar obligatorio sencillamente tiene como requisito la presentación de la persona, siendo mayor de edad, y cumplir su estadía de 1 año.

## Servicio Militar
El servicio militar obligatorio es prestado por varones mayores entre los 17 y 22 años y tiene la duración de un año, la Constitución Política del Estado establece en el Artículo 213, que los sujetos llamados a prestar el servicio militar son todos los bolivianos de forma obligatoria. Cabe aclarar que también se puede realizar el servicio Pre-Militar que es destinado a jóvenes (varones y mujeres) entre los 16 a 18 años en etapa escolar regular durante sus vacaciones escolares y todos los sábados durante clases, por el periodo de un año; o se puede realizar el Servicio Voluntario de Búsqueda y Rescate SAR. FAB (Salvamento y Rescate de la Fuerza Aérea Boliviana) o SBRAB (Servicio de Búsqueda y Rescate de la Armada Boliviana) destinado a 
voluntarios, universitarios y/o profesionales comprendidos en la edad de 18 a 30 años los días sábados por el periodo de 2 años. Además también existe la opción de realizar el servicio militar en Institutos de Pre-Formación Militar que a su vez funcionan como centros de educación formal como en el Liceo Militar Teniente Edmundo Andrade(Educación Secundaria) o en la Escuela Militar de Ingeniería(Educación Universitaria) dónde tras concluir los estudios se hace entrega de la libreta militar con los grados de Sargento, Suboficial o Subteniente de reserva dependiendo de los años de formación o de si concluyó una carrera a nivel técnico o nivel licenciatura. Por último las personas imposibilitados de realizar el Servicio Militar pueden obtar por las Libretas de Redención o de Servicio Auxiliar.
Según el Artículo 14, parágrafo VI, los extranjeros también están obligados a cumplir los deberes que establece la Constitución. Prestando el servicio militar los extranjeros pueden verse beneficiados al momento del cómputo de años para adquirir la nacionalidad boliviana. Según el Artículo 142 son 3 años para adquirir la nacionalidad boliviana y en caso de prestar el servicio militar en Bolivia dicho plazo se reducirá a 2 años.  
Si bien la Constitución establece que deberán  prestar el servicio militar todos los bolivianos se debe interpretar de manera abierta tanto a hombres como a mujeres, el carácter de obligatorio sólo recae en varones. Actualmente según Ley Nº 954 del 9 de junio de 2017 el servicio militar de duración de un año fue ampliado para mujeres de entre 18 y 22 años cumplidos de manera voluntaria.

## Efectivos
Fuerzas (sin servicio militar obligatorio) disponibles
- Hombres de edad entre 16-49: 2.295.746
- Mujeres de edad entre 16-49: 2.366.828

Fuerzas disponibles para el servicio militar obligatorio
- Hombres de edad entre 16-49: 1.600.219
- Mujeres de edad entre 16-49: 1.815.514

Premilitares
- 150.000

Reserva.
- 1.340.560

Personas que alcanzan la edad mínima anualmente
- Hombres de edad entre 16-49: 107.051
- Mujeres de edad entre 16-49: 103.620

Todas las cantidades fueron hechas en el año 2008.

## Presupuesto
El presupuesto de defensa de Bolivia alcanzó en 2016 un número de 568 421 520 dólares estadounidenses, lo que representó un incremento de un 69 % desde 2008. Esta cantidad representaba un 1,67 % del producto bruto interno y un 1,8 % del presupuesto nacional.
| Gasto público de Bolivia para sus Fuerzas Armadas durante la década de 1960 | Gasto público de Bolivia para sus Fuerzas Armadas durante la década de 1960 | Gasto público de Bolivia para sus Fuerzas Armadas durante la década de 1960 |
| Año                                                                         | Gobierno                                                                    | Gasto Militar de Bolivia (en dólares)                                       |
| --------------------------------------------------------------------------- | --------------------------------------------------------------------------- | --------------------------------------------------------------------------- |
| 1960                                                                        | Segundo Gobierno de Víctor Paz Estenssoro                                   | 6 800 000 dólares                                                           |
| 1961                                                                        | Segundo Gobierno de Víctor Paz Estenssoro                                   | 7 300 000 dólares                                                           |
| 1962                                                                        | Segundo Gobierno de Víctor Paz Estenssoro                                   | 7 800 000 dólares                                                           |
| 1963                                                                        | Segundo Gobierno de Víctor Paz Estenssoro                                   | 9 600 000 dólares                                                           |
| 1964                                                                        | Tercer Gobierno de Víctor Paz Estenssoro y Rene Barrientos                  | 10 100 000 dólares                                                          |
| 1965                                                                        | Gobierno de Rene Barrientos                                                 | 10 500 000 dólares                                                          |
| 1966                                                                        | Gobierno de Rene Barrientos                                                 | 11 100 000 dólares                                                          |
| 1967                                                                        | Gobierno de Rene Barrientos                                                 | 11 600 000 dólares                                                          |
| 1968                                                                        | Gobierno de Rene Barrientos                                                 | 12 300 000 dólares                                                          |
| 1969                                                                        | Gobierno de Rene Barrientos, Luis Siles Salinas y Alfredo Ovando Candia     | 12 700 000 dólares                                                          |
| Total gastado en toda la Década de 1960                                     | Total gastado en toda la Década de 1960                                     | 99 800 000 dólares                                                          |
| Gasto público de Bolivia para sus Fuerzas Armadas durante la década de 1970 |                                                                             |                                                                             |
| Año                                                                         | Gobierno                                                                    | Gasto Militar de Bolivia (en dólares)                                       |
| 1970                                                                        | Gobierno de Alfredo Ovando Candia y Juan José Torres                        | 16 100 000 dólares                                                          |
| 1971                                                                        | Gobierno de Juan José Torres y Hugo Banzer Suárez                           | 15 300 000 dólares                                                          |
| 1972                                                                        | Primer Gobierno de Hugo Banzer Suárez                                       | 20 700 000 dólares                                                          |
| 1973                                                                        | Primer Gobierno de Hugo Banzer Suárez                                       | 21 100 000 dólares                                                          |
| 1974                                                                        | Primer Gobierno de Hugo Banzer Suárez                                       | 38 600 000 dólares                                                          |
| 1975                                                                        | Primer Gobierno de Hugo Banzer Suárez                                       | 56 900 000 dólares                                                          |
| 1976                                                                        | Primer Gobierno de Hugo Banzer Suárez                                       | 63 900 000 dólares                                                          |
| 1977                                                                        | Primer Gobierno de Hugo Banzer Suárez                                       | 71 900 000 dólares                                                          |
| 1978                                                                        | Primer Gobierno de Hugo Banzer Suárez, Juan Pereda y David Padilla          | 98 800 000 dólares                                                          |
| 1979                                                                        | Gobierno de David Padilla, Walter Guevara y Lidia Gueiler                   | 119 200 000 dólares                                                         |
| Total gastado en toda la Década de 1970                                     | Total gastado en toda la Década de 1970                                     | 522 500 000 dólares                                                         |
| Gasto público de Bolivia para sus Fuerzas Armadas durante la década de 1980 |                                                                             |                                                                             |
| Año                                                                         | Gobierno                                                                    | Gasto Militar de Bolivia (en dólares)                                       |
| 1980                                                                        | Gobierno de Lidia Gueiler Tejada y Luis Garcia Meza                         | 113 900 000 dólares                                                         |
| 1981                                                                        | Gobierno de Luis García Meza Tejada y Celso Torrelio Villa                  | 134 200 000 dólares                                                         |
| 1982                                                                        | Gobierno de Celso Torrelio, Guido Vildoso Calderón y Hernán Siles Suazo     | 75 600 000 dólares                                                          |
| 1983                                                                        | Segundo Gobierno de Hernán Siles Suazo                                      | 54 100 000 dólares                                                          |
| 1984                                                                        | Segundo Gobierno de Hernán Siles Suazo                                      | 81 400 000 dólares                                                          |
| 1985                                                                        | Segundo Gobierno de Hernán Siles Suazo y Víctor Paz Estenssoro              | 81 700 000 dólares                                                          |
| 1986                                                                        | Cuarto Gobierno de Víctor Paz Estenssoro                                    | 93 100 000 dólares                                                          |
| 1987                                                                        | Cuarto Gobierno de Víctor Paz Estenssoro                                    | 102 800 000 dólares                                                         |
| 1988                                                                        | Cuarto Gobierno de Víctor Paz Estenssoro                                    | 92 900 000 dólares                                                          |
| 1989                                                                        | Cuarto Gobierno de Víctor Paz Estenssoro y Jaime Paz Zamora                 | 101 700 000 dólares                                                         |
| Total gastado en toda la Década de 1980                                     | Total gastado en toda la Década de 1980                                     | 931 400 000 dólares                                                         |
| Gasto público de Bolivia para sus Fuerzas Armadas durante la década de 1990 |                                                                             |                                                                             |
| Año                                                                         | Gobierno                                                                    | Gasto Militar de Bolivia (en dólares)                                       |
| 1990                                                                        | Gobierno de Jaime Paz Zamora                                                | 137 100 000 dólares                                                         |
| 1991                                                                        | Gobierno de Jaime Paz Zamora                                                | 143 600 000 dólares                                                         |
| 1992                                                                        | Gobierno de Jaime Paz Zamora                                                | 141 400 000 dólares                                                         |
| 1993                                                                        | Gobierno de Jaime Paz Zamora y Gonzalo Sánchez de Lozada                    | 109 900 000 dólares                                                         |
| 1994                                                                        | Primer Gobierno de Gonzalo Sánchez de Lozada                                | 134 300 000 dólares                                                         |
| 1995                                                                        | Primer Gobierno de Gonzalo Sánchez de Lozada                                | 140 500 000 dólares                                                         |
| 1996                                                                        | Primer Gobierno de Gonzalo Sánchez de Lozada                                | 146 500 000 dólares                                                         |
| 1997                                                                        | Primer Gobierno de Gonzalo Sánchez de Lozada y Hugo Banzer Suárez           | 180 000 000 dólares                                                         |
| 1998                                                                        | Segundo Gobierno de Hugo Banzer Suárez                                      | 228 500 000 dólares                                                         |
| 1999                                                                        | Segundo Gobierno de Hugo Banzer Suárez                                      | 176 400 000 dólares                                                         |
| Total gastado en toda la Década de 1990                                     | Total gastado en toda la Década de 1990                                     | 1 538 200 000 dólares                                                       |
| Gasto público de Bolivia para sus Fuerzas Armadas durante la década de 2000 |                                                                             |                                                                             |
| Año                                                                         | Gobierno                                                                    | Gasto Militar de Bolivia (en dólares)                                       |
| 2000                                                                        | Segundo Gobierno de Hugo Banzer Suárez                                      | 173 000 000 dólares                                                         |
| 2001                                                                        | Segundo Gobierno de Jaime Paz Zamora y Jorge Quiroga Ramírez                | 184 700 000 dólares                                                         |
| 2002                                                                        | Gobierno de Jorge Quiroga Ramírez y Gonzalo Sánchez de Lozada               | 160 700 000 dólares                                                         |
| 2003                                                                        | Segundo Gobierno de Gonzalo Sánchez de Lozada y Carlos Mesa Gisbert         | 173 600 000 dólares                                                         |
| 2004                                                                        | Gobierno de Carlos Mesa Gisbert                                             | 169 100 000 dólares                                                         |
| 2005                                                                        | Gobierno de Carlos Mesa Gisbert y Eduardo Rodríguez Veltzé                  | 169 700 000 dólares                                                         |
| 2006                                                                        | Primer Gobierno de Evo Morales Ayma                                         | 180 600 000 dólares                                                         |
| 2007                                                                        | Primer Gobierno de Evo Morales Ayma                                         | 222 900 000 dólares                                                         |
| 2008                                                                        | Primer Gobierno de Evo Morales Ayma                                         | 329 500 000 dólares                                                         |
| 2009                                                                        | Primer Gobierno de Evo Morales Ayma                                         | 348 200 000 dólares                                                         |
| Total gastado en toda la Década de 2000                                     | Total gastado en toda la Década de 2000                                     | 2 112 200 000 dólares                                                       |
| Gasto público de Bolivia para sus Fuerzas Armadas durante la década de 2010 |                                                                             |                                                                             |
| Año                                                                         | Gobierno                                                                    | Gasto Militar de Bolivia (en dólares)                                       |
| 2010                                                                        | Segundo Gobierno de Evo Morales Ayma                                        | 329 700 000 dólares                                                         |
| 2011                                                                        | Segundo Gobierno de Evo Morales Ayma                                        | 406 500 000 dólares                                                         |
| 2012                                                                        | Segundo Gobierno de Evo Morales Ayma                                        | 503 500 000 dólares                                                         |
| 2013                                                                        | Segundo Gobierno de Evo Morales Ayma                                        | 568 500 000 dólares                                                         |
| 2014                                                                        | Segundo Gobierno de Evo Morales Ayma                                        | 630 500 000 dólares                                                         |
| 2015                                                                        | Tercer Gobierno de Evo Morales Ayma                                         | 579 700 000 dólares                                                         |
| 2016                                                                        | Tercer Gobierno de Evo Morales Ayma                                         | 556 600 000 dólares                                                         |
| 2017                                                                        | Tercer Gobierno de Evo Morales Ayma                                         | 668 000 000 dólares                                                         |
| 2018                                                                        | Tercer Gobierno de Evo Morales Ayma                                         | 528 000 000 dólares                                                         |
| 2019                                                                        | Tercer Gobierno de Evo Morales Ayma                                         | 538 000 000 dólares                                                         |
| 2020                                                                        | Gobierno de Jeanine Añez                                                    | 507 500 000 dólares                                                         |
| Total gastado en toda la Década de 2010                                     | Total gastado en toda la Década de 2010                                     | 5 816 500 000 dólares                                                       |
| Fuente: Historia del Gasto Militar en Bolivia                               |                                                                             |                                                                             |

## Futuro
Las Fuerzas Armadas van entrando en una época de importante cambio, debido a sus adquisiciones, modificaciones y a la modernización de equipo.
En Bolivia, el futuro vendrá dado por la compra de nuevo material militar, la fabricación de misiles (también del vehículo kojak), el ensamblado (que ya se hace en Cochabamba) de aviones CASA, la posible construcción de un gran centro de mantenimiento militar para aeronaves rusas que se encuentren en todo el continente americano. También se plantea el uso de UAV para combatir tráfico de narcóticos y contrabando.
Lo más destacable es la gran suma concedida por Rusia para la adquisición de armamento pero también es mencionable que China prestará apoyo y cooperación militar con 40 millones de dólares.
Los uniformes son confeccionados nacionalmente, al contrario de creencias erróneas que afirman equivocadamente que son importados,sin embargo el uniforme MultiCam que adoptó en 2017 el Ejército fue diseñado en Estados Unidos, pero es fabricado en Bolivia.